# 만투로보

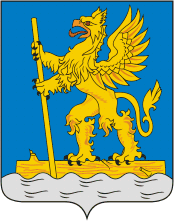
시 문장

만투로보(러시아어: Мантурово)는 러시아 코스트로마주 중부에 위치한 도시로, 인구는 19,457명(2002년 기준)이다. 운자 강 우안과 접하며 코스트로마(코스트로마 주의 주도)에서 북동쪽으로 260km 정도 떨어진 곳에 위치한다.
1617년 문헌에 처음 등장했으며 1958년 시로 승격되었다.